# Jan Hoeijmakers

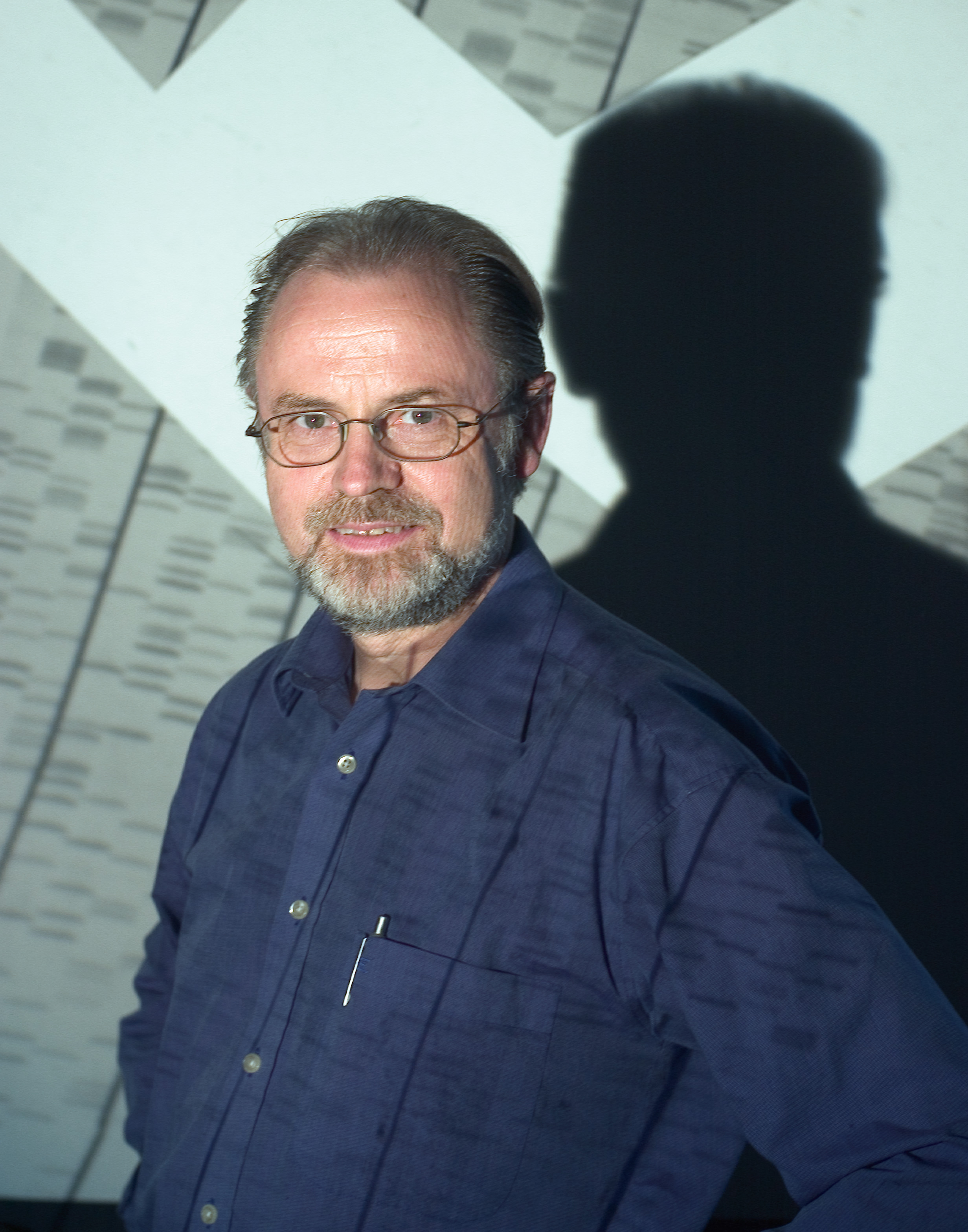
Jan Hoeijmakers (1998)

Jan Hendrik Jozef Hoeijmakers (* 15. März 1951 in Sevenum) ist ein niederländischer Molekularbiologe, Biochemiker und Molekulargenetiker. Er ist bekannt für die Aufklärung der Mechanismen der DNA-Reparatur und den Auswirkungen von Defekten im Reparaturmechanismus auf Genstabilität bei Altern und Krebs und verschiedenen Erbkrankheiten.

## Leben
Hoeijmakers studierte Biologie an der Radboud-Universität Nijmegen mit dem Abschluss 1975 (mit Schwerpunkt Biochemie und Genetik) und wurde 1981 an der Universität Amsterdam bei Piet Borst promoviert (Trypanosomes: Kinetoplast DNA and Antigenic Variation). Danach ging er ans Institut für Genetik der Erasmus-Universität Rotterdam zu Dirk Bootsma. 1985 erhielt er dort eine Assistenzprofessur und 1993 eine volle Professur.

## Werk
Für seine Dissertation, in der er den molekularen Mechanismus der Antigen-Variation von Trypanosomen aufklärte, erhielt er 1983 den Harold-Quintus-Bosz-Preis. Er deckte dabei die Struktur und Hauptfunktion des Netzwerks mitochondrischer DNA des Parasiten auf. Außerdem klärte er den komplexen genetischen Mechanismus auf, mit der Trypanosomen ihre Oberflächen-Antigene ständig ändern, um dem Immunsystem zu entkommen.
In Rotterdam klonte er Anfang der 1980er Jahre die ersten menschlichen Gene, die für DNA-Reparatur zuständig waren und entdeckte eine starke evolutionäre Stabilität des DNA Reparatursystems. Er klärte den Mechanismus der Nukleotid-Exzisionsreparatur (NER) und damit verbundener Erbkrankheiten (Xeroderma pigmentosum, Cockayne-Syndrom, Trichothiodystrophie) und fand mit J.-M. Egly, dass Transkriptionsfaktor IIH (TFIH) die DNA für den Start der NER öffnet. Sein Labor war auch weiter an der genauen Aufklärung an der Reparatur der DNA beteiligten Faktoren und ihrer Regulation beteiligt, entwickelte Mausmodelle und konnte die DNA-Reparatur mit Fluoreszenz-markierten Proteinen im lebenden Organismus beobachten. Dabei fanden sie auch eine starke direkte Verbindung von DNA-Reparatur zu verschiedenen Alterungserscheinungen.
Er hält mehrere Patente und ist an der Gründung der Firma Dnage beteiligt (2004), um die eigene Forschungsergebnisse und die seiner Gruppe auszuwerten. 2011 gründete er die Firma AgenD.

## Auszeichnungen
1998 erhielt er den Spinoza-Preis, den höchsten niederländischen Wissenschaftspreis und 1986 den Snoo-van-t’Hoogerhuys-Preis (für die Isolation des ersten menschlichen Gens für DNA-Reparatur). 2000 erhielt er mit Kollegen den Descartes-Preis, im selben Jahr den Van-Gogh-Preis, 1995 den Louis-Jeantet-Preis mit Bootsma für ihre Arbeit zur DNA-Reparatur und anderen, 2001 den Josephine-Nefkens-Preis für Krebsforschung und 2011 mit Bert Vogelstein den Charles Rodolphe Brupbacher Preis für Krebsforschung für Forschung zur Genomstabilität und dessen Rolle bei Altern und Krebs. 2011 erhielt er den Königin Wilhelmina Forschungspreis der Niederländischen Gesellschaft für Krebsforschung und 2008 einen Advanced Grant des European Research Council. 2017 erhielt er den Internationalen Preis der Olav-Thon-Stiftung.
2011 wurde er Akademie-Professor der Königlich Niederländischen Akademie der Wissenschaften.

## Schriften
- J. H. J. Hoeijmakers: Genome maintenance mechanisms for preventing cancer. In: Nature. Band 411, 2001, 366–374, doi:10.1038/35077232.
- J. H. Hoeijmakers: DNA Damage, aging, and cancer. In: New England Journal of Medicine. Band 361, 2009, S. 1475–1485, doi:10.1056/NEJMra0804615.
- G. A. Garrinis, G. T. van der Horst, J. Vijg, J. H. Hoeijmakers: DNA damage and aging: new-age ideas for an age-old problem. In: Nature Cell Biology. Band 10, 2008, S. 1241–1247, doi:10.1038/ncb1108-1241.
- J. de Boer, J. O. Andressoo, J. de Wit, J. Huijmans, R. B. Beems, H. van Steeg, G. Weeda, G. T. J. van der Horst, W. van Leeuwen, A. P. N. Themmen, M. Meradji, J. H. J. Hoeijmakers: Premature aging in mice deficient in DNA repair and transcription. In: Science. Band 296, 2002, S. 1276–1279, doi:10.1126/science.1070174.
- L. J. Niedernhofer, G. A. Garinis, A. Raams, S. A. Lalai, R. A. Robinson, E. Appeldoorn, H. Odijk, R. Oostendorp, A. Ahmad, W. van Leeuwen, A. Theil, W. Vermeulen, G. T. van der Horst, P. Meinecke, W. Kleijer, J. Vijg, N. G. J. Jaspers, J. H. Hoeijmakers: A new progeriod syndrome reveals that genotoxic stress suppresses the somatotroph axis. In: Nature. Band 444, 2006, S. 1038–1043, doi:10.1038/nature05456.
- H. Lans, J. H. Hoeijmakers: Cell Biology: aging nucleus gets out of shape. In: Nature. Band 440, 2006, S. 32–34, doi:10.1038/440032a.